# Szakbény
Szakbény (szlovákul: Skubín) Besztercebánya városrésze, egykor önálló község Szlovákiában, a Besztercebányai kerületben.

## Fekvése
A városközponttól 2 km-re nyugatra fekszik.

## Története
A települést 1524-ben említik először. A Radvánszky család birtoka volt, kivéve az 1687 és 1696 közötti időszakot, amikor a bányakamarához tartozott. Lakói a 18-19. században napszámos munkákkal és fuvarozással foglalkoztak.
A 18. század végén Vályi András így ír róla: „SZKUBIN. Tót falu Zólyom Várm. földes Ura Radvánszky Uraság, lakosai többfélék, fekszik Radvánhoz közel, mellynek filiája; határja jó, vagyonnyai külömbfélék.”
1828-ban 42 háza és 253 lakosa volt.
Fényes Elek 1851-ben kiadott geográfiai szótárában így ír a településről: „Szkubin, tót falu, Zólyom vmegyében, hegy oldalban, Podlavicztól csak egy patak választván el; ut. postája Beszterczebánya. Van 271 evang., 120 kath. lakosa, s Tajovka nevü patakja. Egész urb. telek 20; majorsági földek is vannak, de mennyisége nem tudatik. Agyagos és homokos földje még a tiszta buzát is megtermi. Gazdasága s állattenyésztése jó karban. Birja Radvánszky család.”
1910-ben 515, túlnyomórészt szlovák lakosa volt. 1920 előtt Zólyom vármegye Besztercebányai járásához tartozott, majd az új csehszlovák államhoz csatolták.
A háború után lakói mezőgazdaságból éltek és a besztercebányai gyárakban dolgoztak. 1961 és 1966 között Pallóssal egyesítették, majd 1966-ban Besztercebányához csatolták.

## Külső hivatkozások
- Szakbény Szlovákia térképén

## Lásd még
- Besztercebánya
- Foncsorda
- Garamkirályfalva
- Garamsálfalva
- Keremcse
- Kisélesd
- Majorfalva
- Olmányfalva
- Pallós
- Radvány
- Rakolc
- Rudló
- Szentjakabfalva
- Szénás
- Zólyomszászfalu